# Stein Arne Ingelstad
Stein Arne Ingelstad (25 luglio 1970) è un ex calciatore norvegese, di ruolo attaccante.

## Carriera

### Club
Ingelstad cominciò la carriera con la maglia dello HamKam, per cui giocò dal 1988 al 1994. Nel 1995 passò poi al Lillestrøm e nell'anno successivo al Kongsvinger. Esordì in squadra, nella Tippeligaen, il 17 giugno 1996, nel successo per 5-4 sullo Start. Per la prima rete dovette attendere il 5 maggio 1996, quando segnò un gol nel successo per 2-1 sul Bodø/Glimt.
Nel 1998 tornò allo HamKam.

### Nazionale
Ingelstad partecipò al campionato mondiale Under-20 1989, con la sua Nazionale. Collezionò anche 4 apparizioni per la Norvegia under 21, esordendo il 7 giugno 1990 nella sconfitta per 3-2 contro la Danimarca under 21.